# Peromyscus polionotus
Peromyscus polionotus — вид мишоподібних гризунів родини Хом'якові (Cricetidae).

## Поширення
Вид поширений в південно-східній частині Сполучених Штатів від північно-східної частини штату Міссісіпі та західної частини Південної Кароліни на південь через штати Алабама і Джорджія до Флориди.